# Флюмзерберг
Флюмзерберг (нім. Flumserberg) — курортна зона в швейцарських Альпах, розташована в кантоні Санкт-Галлен. Складається з кількох сіл на висоті 1160—1344 м над рівнем моря. Курортний готель розташований на терасі з видом на Валензее над Флюмсом у регіоні Зарганзерланд. Флюмзерберг в основному належить муніципалітету Флюмс, а невелика частина належить муніципалітету Квартен.
Курорт Флюмзерберг складається з трьох основних сіл: Танненбоденальп 1344 м, Флюмзерберг 1275 м і Танненгайм 1160 м.

## Flumserberg Open Air
Починаючи з 2007 року, щороку в Танненбоденальпі (прибл. 1400 м) відбувається концерт популярної музики просто неба. Захід проводився у Валенштадті з 2000 по 2006 рік. У 2010 році фестиваль відвідало понад 20 тисяч глядачів. [10] В інші роки на захід приходить більше ніж 10 000 людей і відомих музикантів. [11]

## Галерея

### Танненбоденальп 1344 м

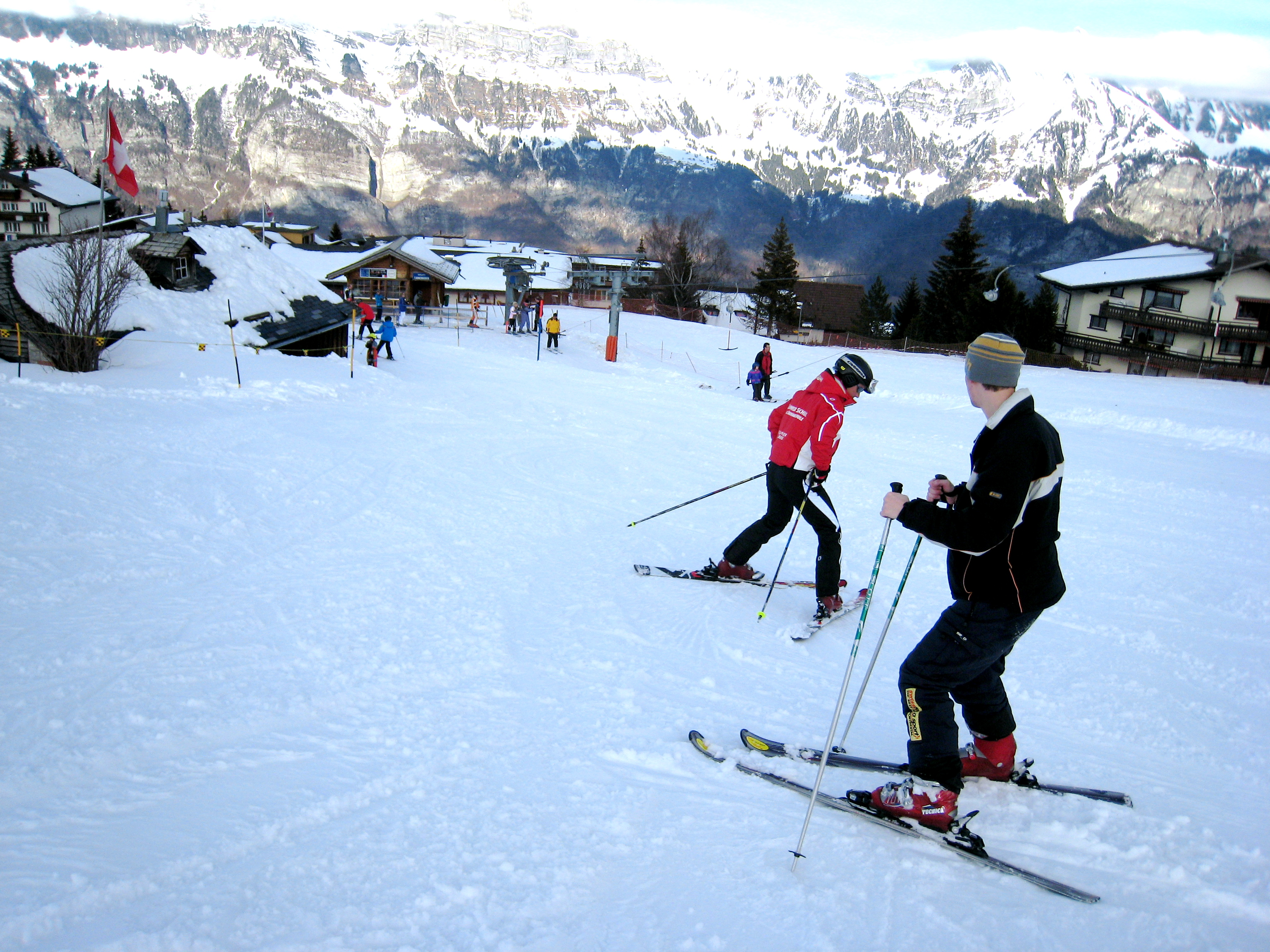
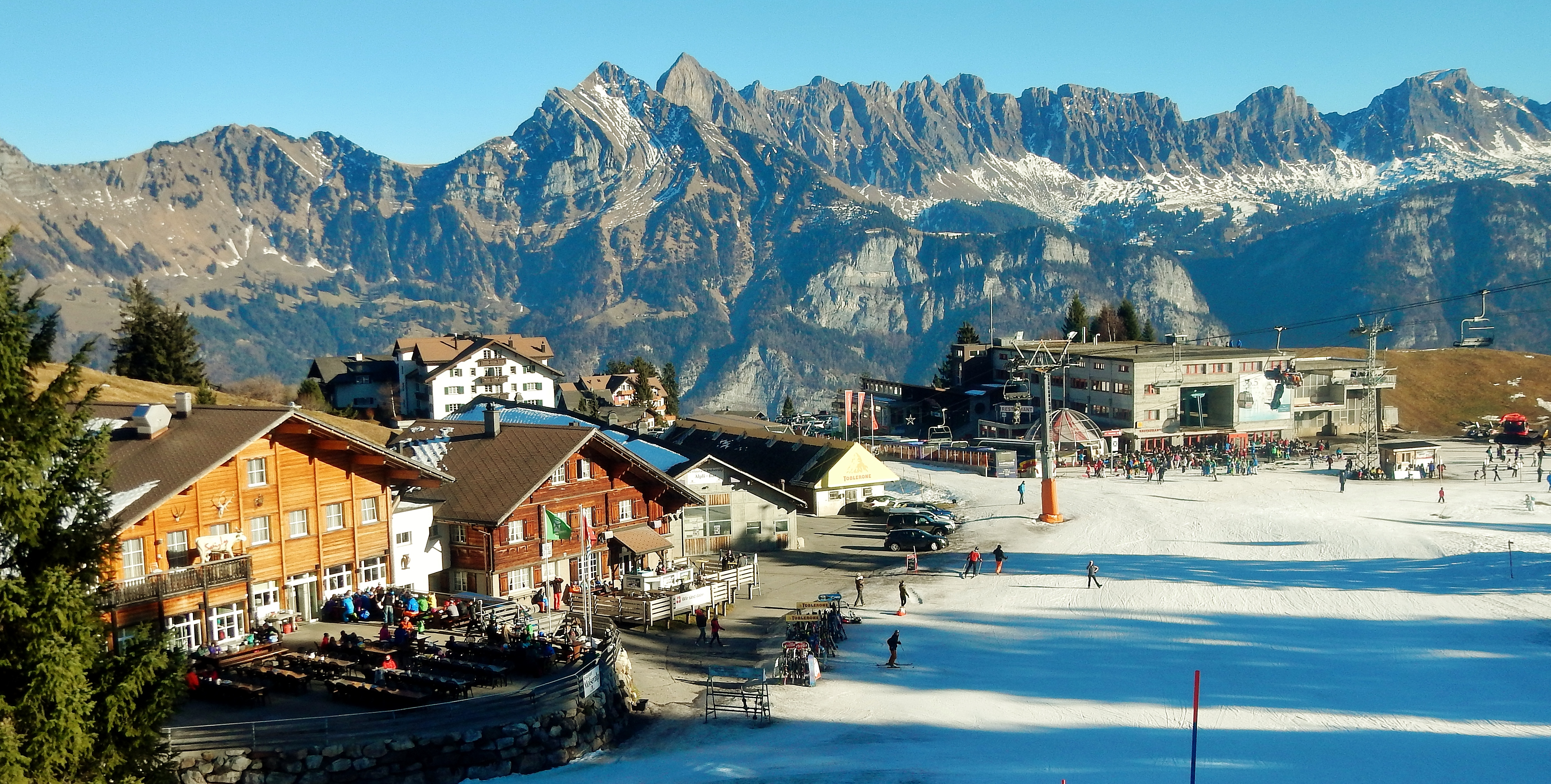
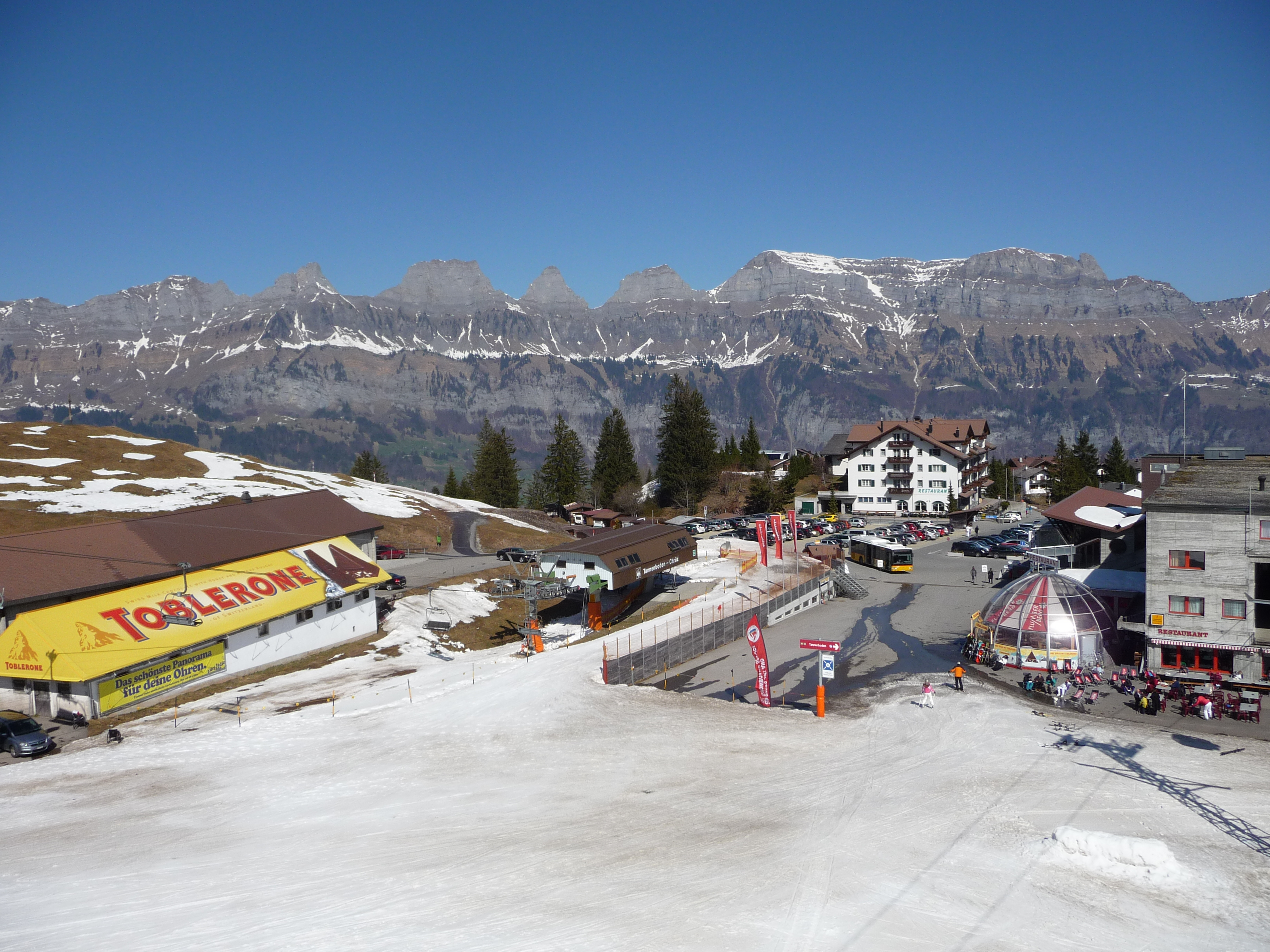
Автобусна зупинка
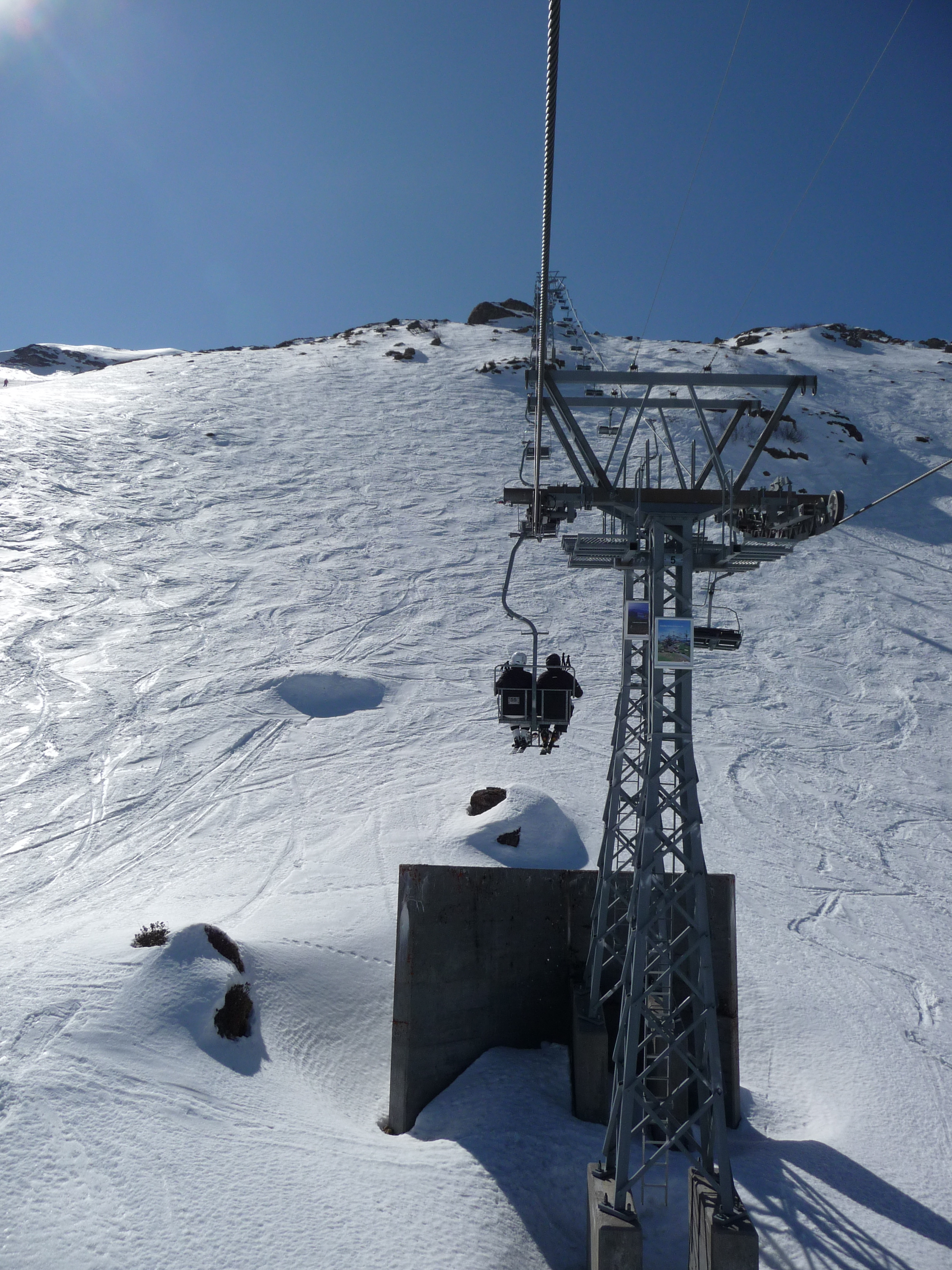
Лижний підйомник
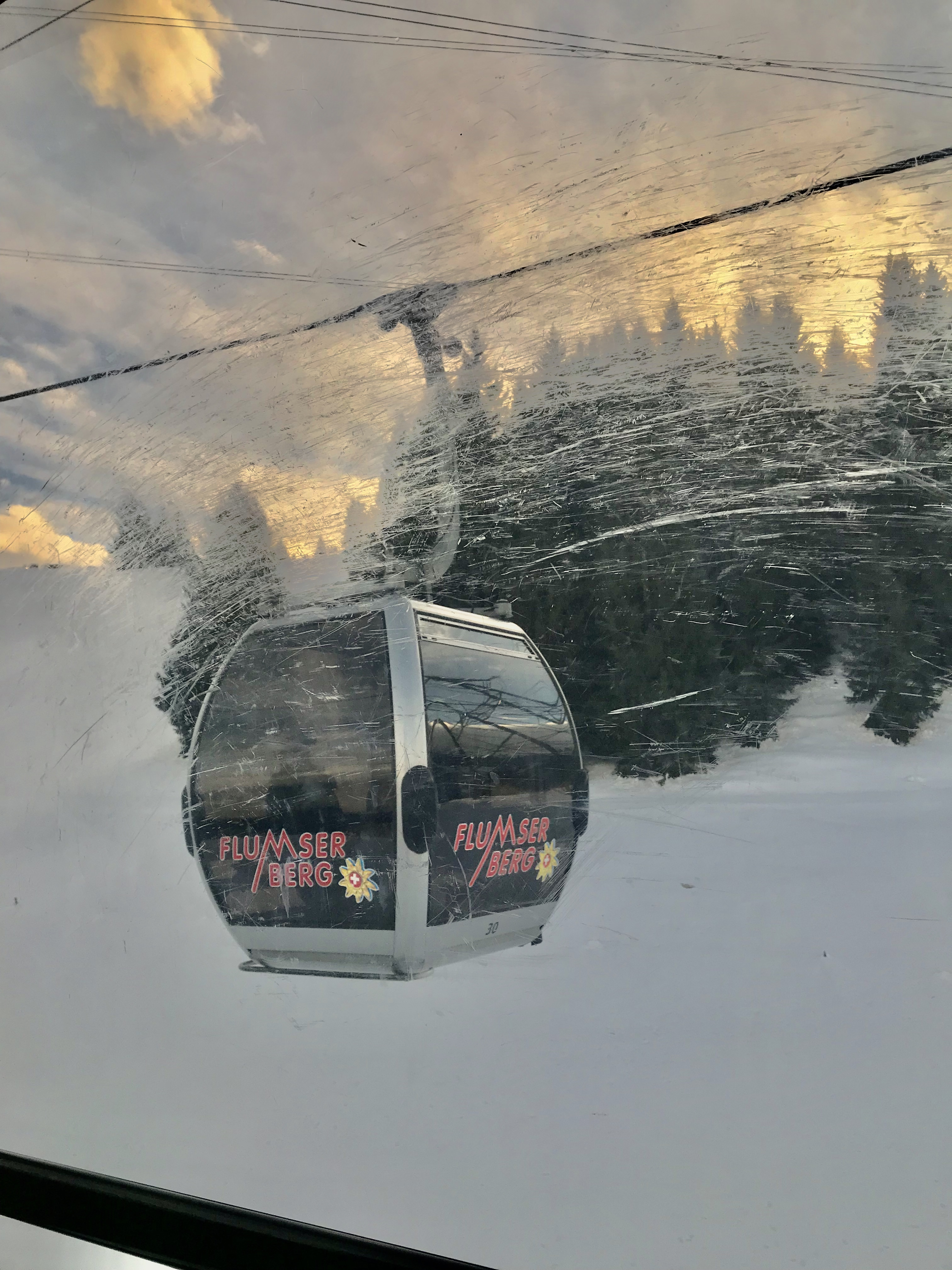
Кабіна підйомника
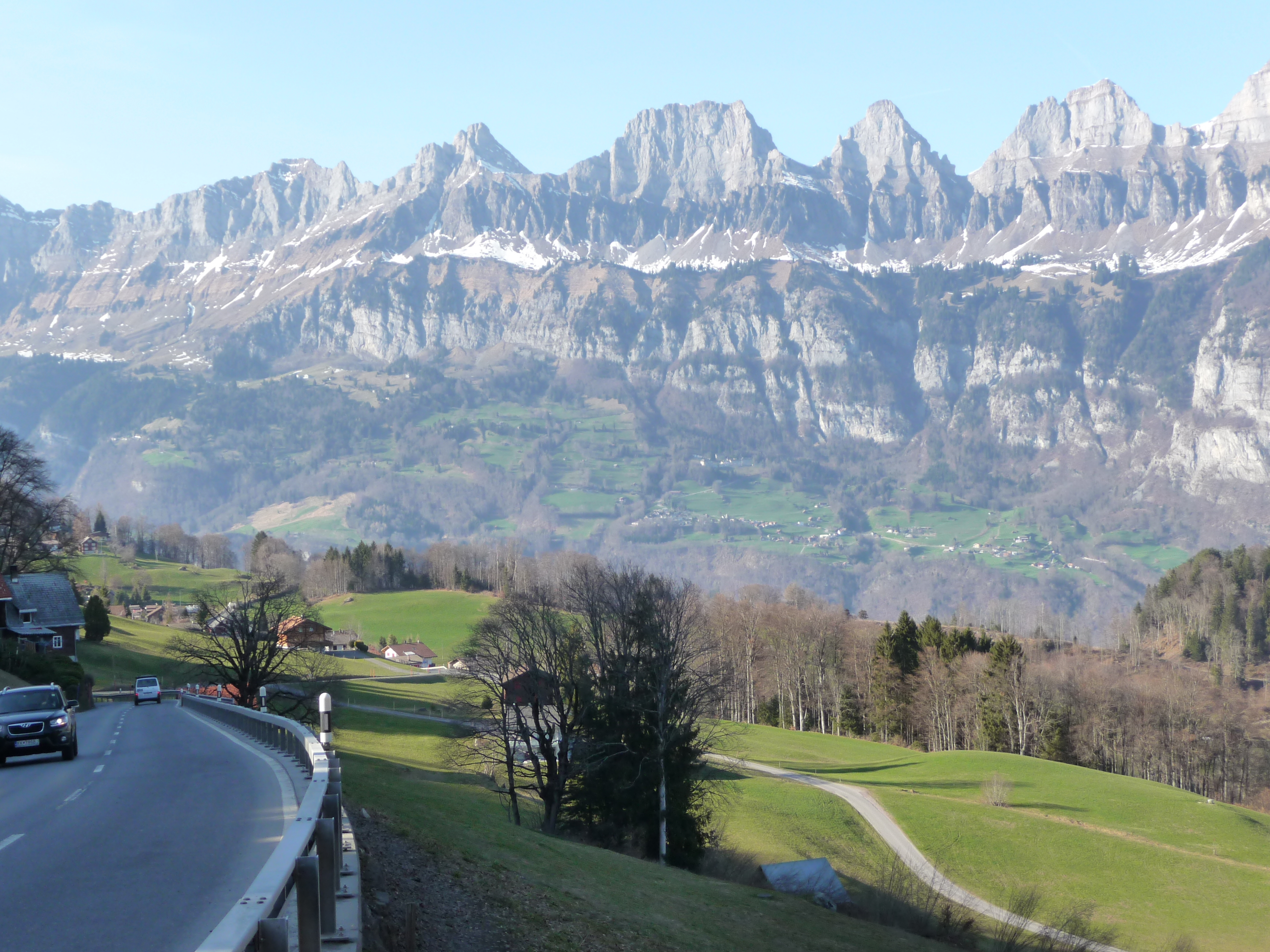
Вид на Курфірст
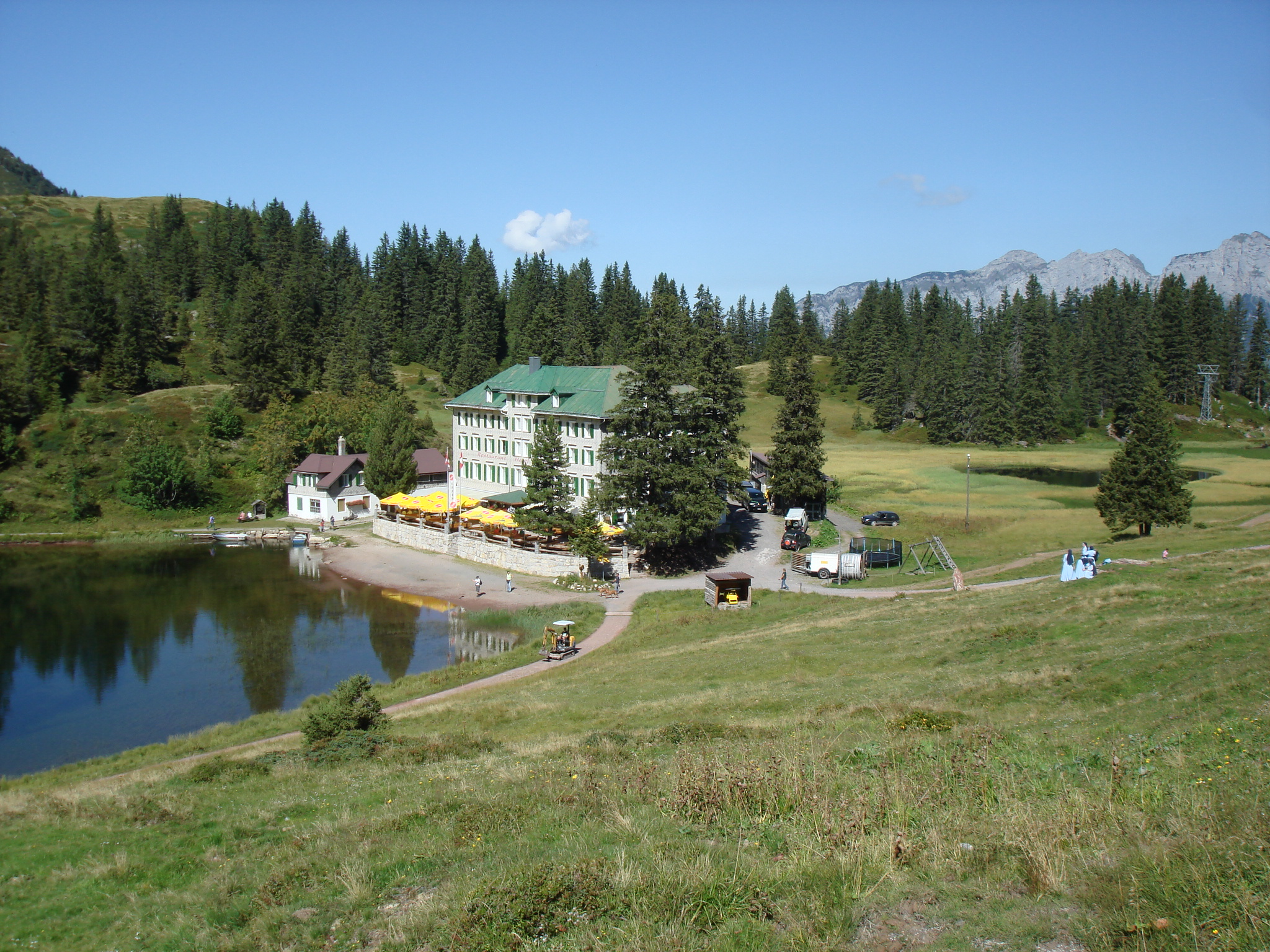
Готель Зеебен біля озера Гросзее (близько 1600 м)
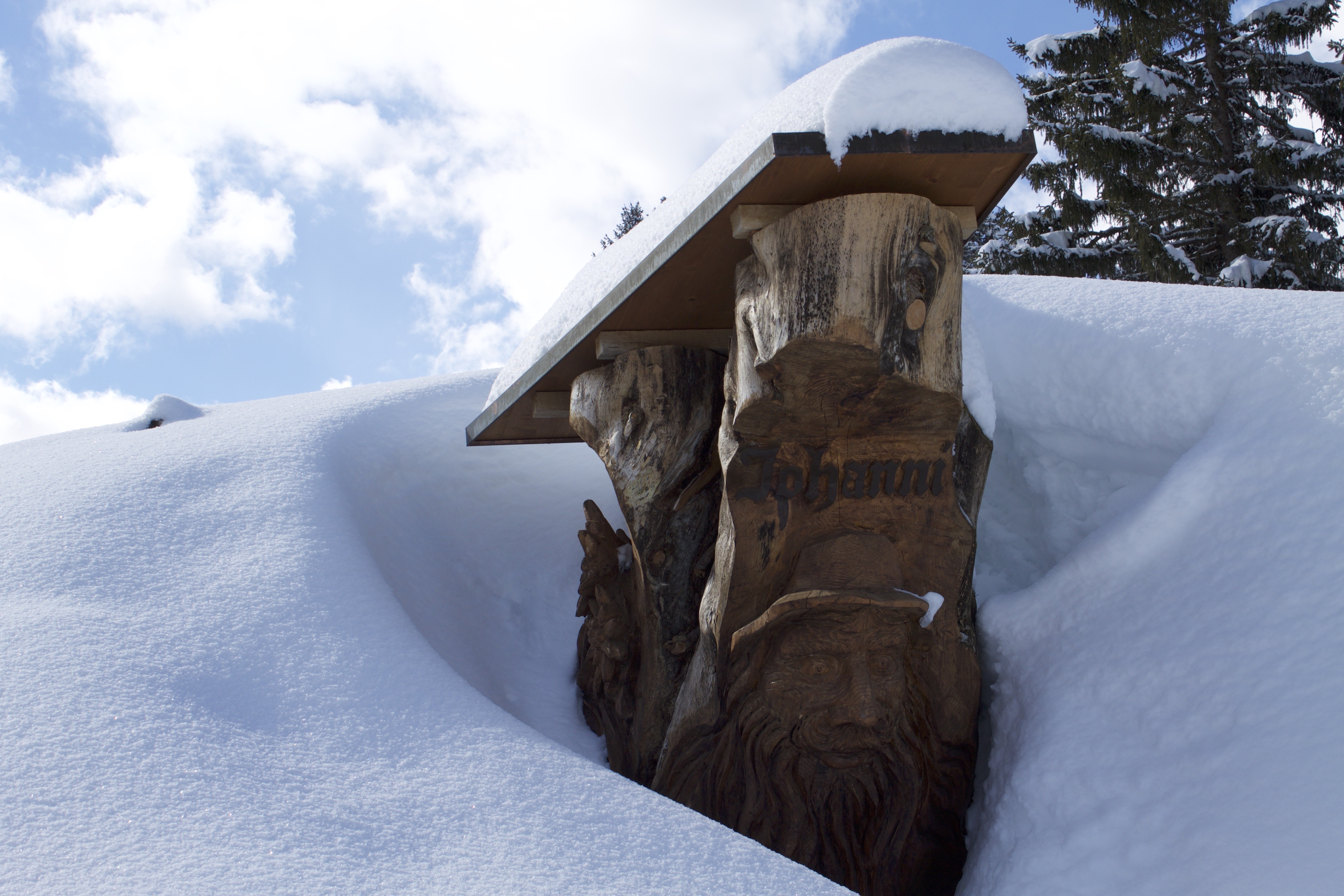
Дерев'яна скульптура
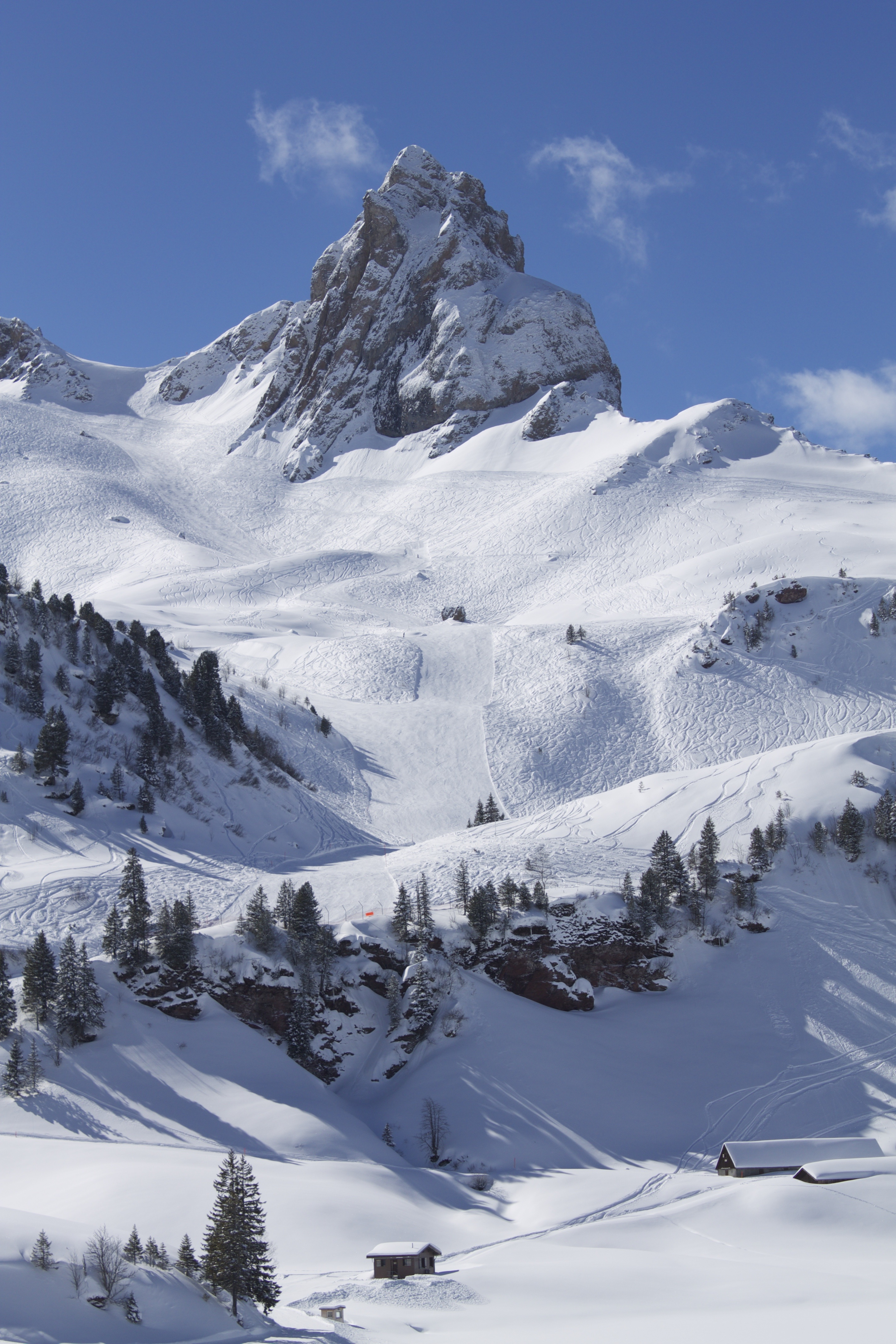
Гора Сехсмур (Sächsmoor) взимку
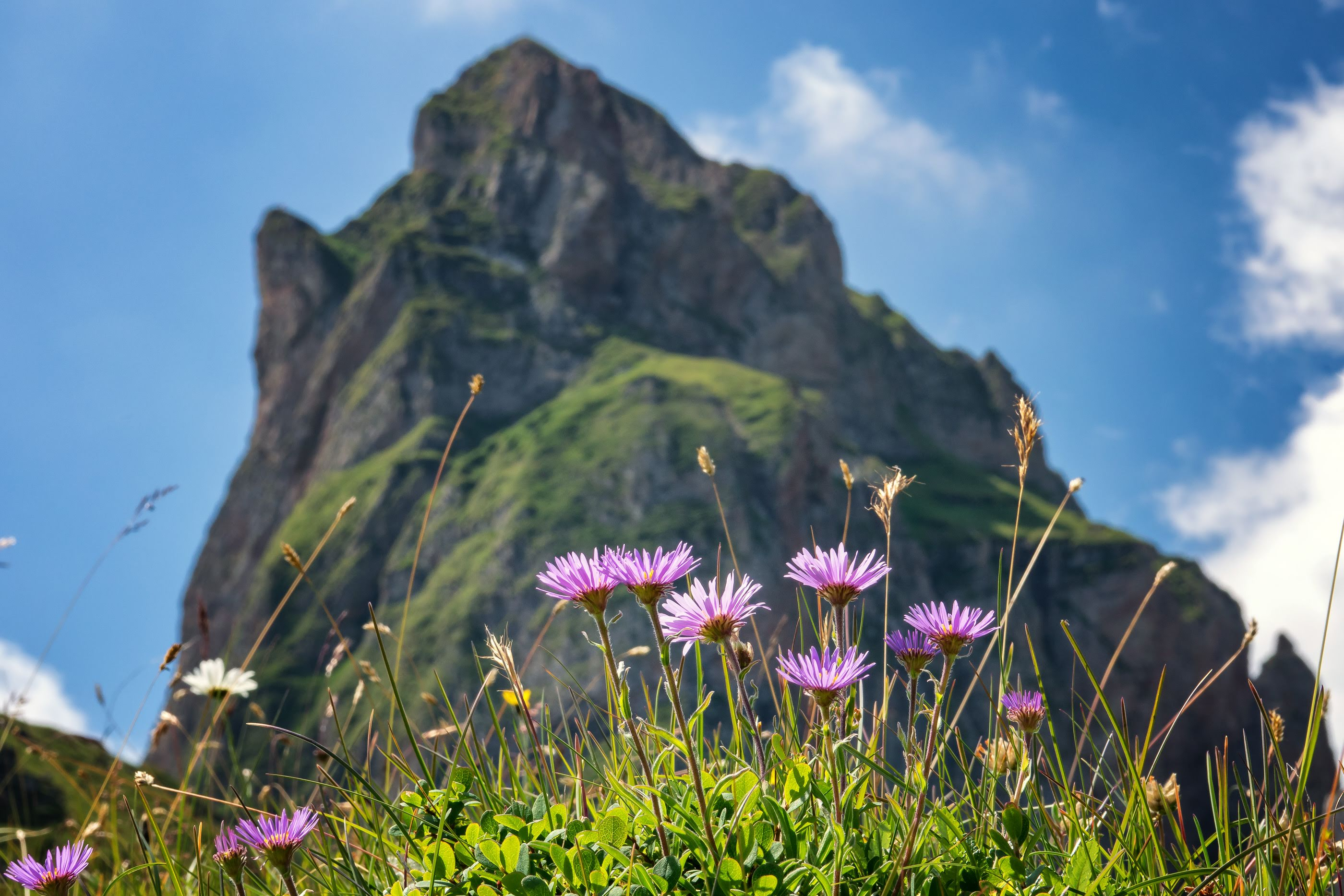
Гора Сехсмур (Sächsmoor) влітку

### Танненгайм 1160 м

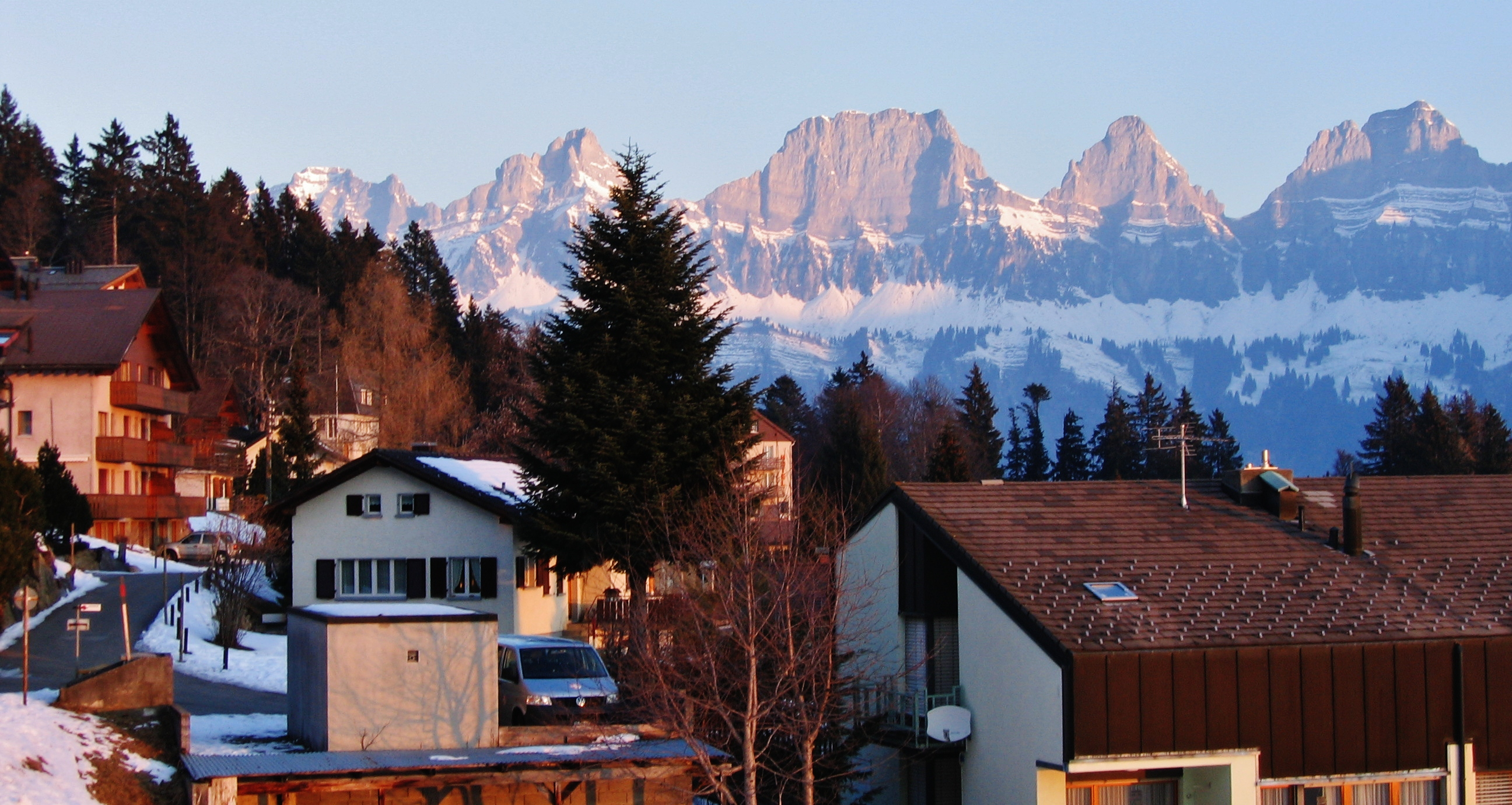